# Adaptive Deltamodulation
Die adaptive Deltamodulation (ADM) ist ein Modulationsverfahren zur Umwandlung analoger in digitale Signale.
Hierbei wird das analoge Signal in zeitgleichen Abständen abgetastet. Wie bei der gewöhnlichen, linearen Deltamodulation wird für jeden Abtastwert eine Information darüber gespeichert, wie viel höher oder niedriger als ein Vergleichswert der Abtastwert ist. Im Unterschied zur linearen Deltamodulation wird als Vergleichswert jedoch nicht der unmittelbar vorangegangene Abtastwert gewählt, sondern ein nach einem bestimmten Algorithmus errechneter Wert, der bereits nah an dem zu erwartenden Abtastwert liegt.
Der Vorteil liegt in der höheren Dynamik, die dieses Verfahren bei gleicher Digitalauflösung gegenüber bekannten AD-Wandlern bietet. Im Gegensatz zur gewöhnlichen Deltamodulation passt sich bei dem ADM-Verfahren die Stufenhöhe adaptiv dem Signalverlauf an.